# Успение Богородично (Обедник)
Вижте пояснителната страница за други значения на Успение Богородично.
„Успение Богородично“ (на македонска литературна норма: „Успение Богородично“) е възрожденска православна църква в демирхисарското село Обедник, Северна Македония. Църквата е под управлението на Крушевско-Демирхисарската епархия на Македонската православна църква.
Църквата е гробищен храм, разположен в на километър североизточно от селото. Изградена е в 1956 година на основите на по-стар храм. В архитектурно отношение е еднокорабна базилика, архитравно покрита с полукръгла апсида на изток и по-нисък покрит трем на запад. Зидарията е от ломен камък, като венецът е тухлен. Покривът е на две води с керемиди. Фасадите са фугирани.